# 2960 Отакі
2960 Отакі (2960 Ohtaki) — астероїд головного поясу, відкритий 18 лютого 1977 року.
Тіссеранів параметр щодо Юпітера — 3,637.
Названо на честь Отакі (яп. おうたき(王滝) о:такі)